# Expresionismo abstracto
El expresionismo abstracto es un movimiento pictórico contemporáneo dentro de la abstracción, en concreto, las tendencias informalistas y matéricas posteriores a la Segunda Guerra Mundial. El término se había utilizado por primera vez en Alemania en 1919 en la revista Der Sturm, sobre el expresionismo alemán. En los Estados Unidos, Alfred Barr fue el primero en utilizar este término en 1929 en relación con las obras de Wassily Kandinsky.

## Terminología
Los críticos estadounidenses pronto captaron este nuevo estilo, destacando Clement Greenberg, que escribió en The Nation y Partisan review, así como Harold Rosenberg y Thomas B. Hess. Fueron estos críticos los que hablaron de American type painting, Abstract expressionism, Action painting, Drip painting o Gestural painting. Es al crítico Robert Coates a quien se atribuye la acuñación del término abstract expressionism. No obstante, los artistas de este movimiento rechazaron el término por entender que su obra no era abstracta, en sentido estricto, y que no tenían ninguna relación con el expresionismo alemán.

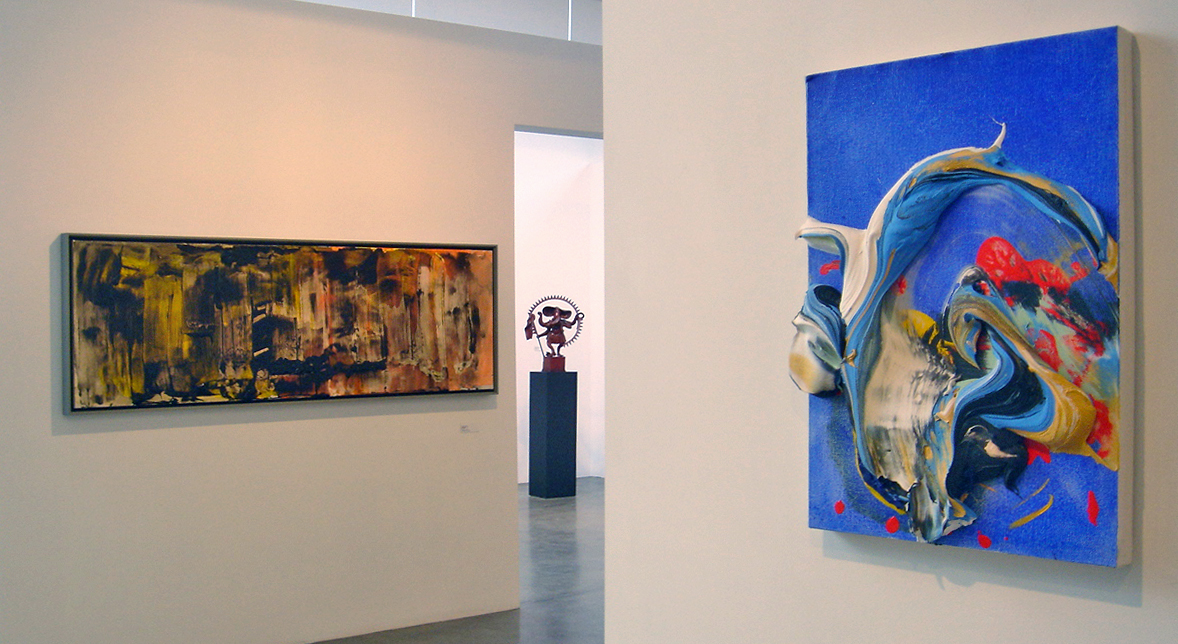
Expresionismo abstracto

Dentro de este movimiento se encuentra la Action Painting («Pintura de Acción» o «pintura en acción», también traducido como «pintura gestual»), término acuñado por el crítico Harold Rosenberg en el año 1952 para referirse a la obra de artistas como Jackson Pollock, Franz Kline y Willem de Kooning. Rosenberg lo propuso por vez primera en «American Action Painters», importante artículo publicado en Art News, vol. 51. Action painting y expresionismo abstracto son términos que suelen usarse como sinónimos, aunque no sean exactamente lo mismo.
Al expresionismo abstracto también se lo conoce como Escuela de Nueva York, pero esta denominación abarca otras artes (música, diseño, poesía, teatro...). No se trata propiamente de una escuela con un estilo común, sino de un conjunto de artistas de convicciones semejantes y que compartían una serie de técnicas pictóricas.

## Características
Se puede señalar que tiene características formales de este estilo, en primer lugar, su preferencia por los grandes formatos. Trabajaban normalmente con óleo sobre lienzo.
Generalmente son abstractos en el sentido de que eliminan la figuración. No obstante, hay excepciones y algunos emplean trazos figurativos, apareciendo figuras reconocibles, como ocurre con las Mujeres de Willem de Kooning. Las telas presentan un aspecto geométrico que las hace diferentes de movimientos precedentes, como el surrealismo.
Una de las características principales de los expresionistas abstractos es la concepción de la superficie de la pintura como all over (cobertura de la superficie), para significar un campo abierto sin límites en la superficie del cuadro: el espacio pictórico se trata con frontalidad y no hay jerarquía entre las distintas partes de la tela. 
El cromatismo suele ser muy limitado: blanco y negro, así como los colores primarios: magenta, amarillo y cian. Los pintores expresionistas que redujeron la obra a prácticamente un solo color, estaban ya anticipando el arte minimal.
Este tipo de cuadros, con violentos trazos de color en grandes formatos, presenta como rasgos distintivos la angustia y el conflicto, lo que actualmente se considera que refleja la sociedad en la que surgieron estas obras.

## Orígenes
Los expresionistas tomaron del surrealismo aquello que de automático tenía el acto de pintar, con sus referencias a los impulsos psíquicos y el inconsciente. Pintar un cuadro era menos un proceso dirigido por la razón y más un acto espontáneo, una acción corporal dinámica. Les interesó, pues, el «automatismo psíquico» que hiciera salir de su mente símbolos y emociones universales.
No es extraño que les interesara entonces el surrealismo más simbólico y abstracto, el de Miró, Arp, Masson, Matta, Wolfgang Paalen y Gordon Onslow Ford, más que el surrealismo figurativo. De ellos tomaron las formas orgánicas y biomórficas.

## Evolución
Inicialmente, se trató de un movimiento marcado por influencia del surrealismo.
La primera generación del expresionismo abstracto la forman una quincena de pintores que trabajaron en Nueva York entre 1942 y 1957, entre ellos: Willem de Kooning (1904-1997), Arshile Gorky (1904-1948) a quien se reputa líder y precursor, William Baziotes, Adolph Gottlieb, Philip Guston, Franz Kline, Robert Motherwell (1915-1991), Ad Reinhardt, Mark Rothko (1903-1970) y Clyfford Still. Uno de los lugares más importantes para el surgimiento de este movimiento de jóvenes artistas, fue la galería de arte Art of this Century de Peggy Guggenheim.

### Pioneros
Se considera a ciencia cierta como inspirador e iniciador del mismo a Arshile Gorky (1904-1948), armenio exiliado a Nueva York desde 1925. Recibe la influencia del surrealismo y sirve de puente entre la pintura europea de entreguerras y la escuela norteamericana. Hacia el año 1936 abandona la figuración y, bajo la influencia de Roberto Matta, descubre un nuevo lenguaje formal, optando por las figuras abstractas biomorfas. Aunque tendió a la abstracción y la espontaneidad, no prescindió completamente del dibujo ni renunció a controlar la pincelada.
Muy cerca del surrealismo estuvo siempre la obra de William Baziotes (1912-1963), quien profundizó en la tendencia, de raíz jungiana, a investigar los mitos antiguos y el arte primitivo. Desde 1941 usó el «automatismo» pictórico, creando imágenes biomórficas con su sentido mítico.
Una de las obras más discutidas acerca de su relación con el movimiento es la del pintor Armando Reverón (1889-1954), el cual crea durante los años 30, una serie de obras sobre papel que han sido comparadas con las de Willem de Kooning. Los grandes formatos y la pintura de acción también formaron parte de su trabajo, a pesar de que no fue hasta los años cuarenta cuando se realizaron las primeras obras de este estilo.
Cabe finalmente mencionar la obra de Hans Hofmann (1880-1966), importante como docente. Su pintura tenía una base cubista, pero se fue haciendo abstracta en los años cuarenta, presentando en sus cuadros zonas de color que contrastaban entre sí; el estilo es emocional y vigoroso.
Con el fin de la Segunda Guerra Mundial y el regreso a Europa de muchos de los exiliados, acabó atenuándose la influencia surrealista y el movimiento se hizo más genuinamente nortemericano.
Se fue escindiendo en dos tendencias que pueden definirse como action painting y campos de color. La primera de ellas enfatizaba más el gesto físico de pintar, mientras que en la segunda se centró en la aplicación del color en grandes áreas.

### Action painting
Dentro del expresionismo abstracto destaca la action painting, tendencia diferenciada que incluso a veces se usa para nombrar a todas estas obras expresionistas. Aunque, como se ha señalado, el término action painting fue utilizado por el crítico Harold Rosenberg en 1952, se había utilizado con anterioridad. Así, en el Berlín de 1919, y en América hacia 1929, para designar las primeras composiciones abstractas de Kandinsky.
El centro de interés de la action painting es el gesto o movimiento de pintar, llamándosela también «pintura gestual» por la primacía que dio al procedimiento pictórico en sí. Se hace del acto de pintar un gesto espontáneo. Es un tipo de automatismo que plasma el estado físico y psíquico del pintor. De esta manera, elimina los límites tradicionales entre el pintor y la pintura, ligando la acción de pintar con la biografía del artista.

#### Pollock
El action painter por antonomasia es Jackson Pollock (1912-1956), a quien se considera el primer pintor que asimiló la formación pictórica de Gorky. Se le relaciona con el surrealismo en la medida en que su obra pictórica se basa en el «automatismo», en una escritura automática que pretende reflejar los fenómenos psíquicos que tienen lugar en el interior del artista. Entre 1938 y 1942 trabajó para la WPA (Works Progress Administration) y pintó bajo la influencia de Picasso, el surrealismo y el psicoanálisis jungiano que usó como terapia contra su alcoholismo. Pero en el caso de Pollock, hubo otras fuentes de inspiración añadidas. Así, la cultura de los indios de Norteamérica, con sus formas simbólicas y sus pinturas de arena. Igualmente, la obra del muralista Siqueiros, en cuyo taller experimental tuvo ocasión de trabajar en 1936, usando pintura con bomba de aire y con aerógrafo, así como pigmentos sintéticos industriales. Esto le llevó también a probar otros materiales, como el barniz, el aluminio o los esmaltes sintéticos.
Pollock extendía la tela, normalmente sin tratar, sobre el suelo, y corría o danzaba a su alrededor y dentro de ella, derramando la pintura de manera uniforme. Pollock no trabajaba sobre el lienzo sino, muchas veces, metido en él. En efecto, no trabajaba la tela con utensilios tradicionales como el pincel o la espátula, sino mediante la técnica del dripping. Aunque a veces se le señala como inventor de la misma, lo cierto es que se considera que ya fue empleada por el surrealista Max Ernst. Lo que sí puede afirmarse es que la popularizó de tal manera que el dripping se asocia inmediatamente a la obra y persona de Jackson Pollock, hasta el punto de que se le puso el mote de «Jack the Dripper», en juego de palabras con «Jack the Ripper» (Jack el Destripador).
El dripping consiste en dejar gotear o chorrear la pintura, desde un recipiente (tubo, lata o caja) con el fondo agujereado, que el pintor sostenía en la mano o bien, en menor medida, desde un palo o una espátula. De esta manera pintar no era algo que se hacía con la mano, sino con un gesto de todo el cuerpo. Las grandes telas se llenaban por todos lados, de manera uniforme, de color en forma de manchas e hilos que se mezclaban. El pintor añadía goteos más finos realizados con un bastoncillo mojado en pintura. Pollock comenzó a usar esta técnica en el año 1947, año en el que precisamente participó en la última exposición en la galería Art of this Century.
Ese mismo año, Pollock habló de esta técnica:

Mi pintura no procede del caballete. Por lo general, apenas tenso la tela antes de empezar, y, en su lugar, prefiero colocarla directamente en la pared o encima del suelo. Necesito la resistencia de una superficie dura. En el suelo es donde me siento más cómodo, más cercano a la pintura, y con mayor capacidad para participar en ella, ya que puedo caminar alrededor de la tela, trabajar desde cualquiera de sus cuatro lados e introducirme literalmente dentro del cuadro. Se trata de un método similar al de los pintores de arena de los pueblos indios del oeste. Por eso, intento mantenerme al margen de los instrumentos tradicionales, como el caballete, la paleta y los pinceles. Prefiero los palos, las espátulas y la pintura fluida que gotea y se escurre, e incluso un empaste espeso a base de arena, vidrio molido u otras materias.

De esta manera, lo que Pollock plasma en la tela «no era una imagen, sino un hecho, una acción».[cita requerida]

#### Otros artistas
En esta misma línea de la action painting trabajaron Willem de Kooning y Franz Kline, con pinturas abstractas y vigorosas, siendo el primero de ellos otro pintor muy influyente en otros autores posteriores. 
Willem de Kooning (1904-1997) realiza obras más figurativas que las de Pollock, siendo algo intermedio entre la figuración y la abstracción, es gestual y representativo a la vez. A partir de 1946 pintó abstracciones de figuras biomórficas. Su obra se centró en representar primero la figura masculina, dedicándose, desde 1950, a su serie más conocida, Mujeres. La figura femenina se identificaba gracias a unos senos de enorme tamaño, y sus formas agresivas hacían de ellas símbolos de fertilidad y de madre nutricia, pero también de la mujer erótica o devoradora de hombres. Recurría a colores primarios intensos y vivos, sirviéndole el blanco y el negro para dar toques que realzan las figuras. Sus pinceladas eran violentas, aplicando la pintura de manera totalmente impulsiva.
Entre la action painting y la color-field painting puede situarse la obra de síntesis de Franz Kline (1910-1962) y Robert Motherwell (1915-1991).
Por lo que se refiere a Franz Kline, trabaja mediante brochazos. Lo mismo que Pollock, su gama cromática es reducida, prácticamente monocroma: el negro, el blanco y el gris azulado. Optó por anchas franjas negras ejecutadas mediante vigorosos brochazos sobre superficies blancas. Eran ampliaciones de detalles de sus propios dibujos. Los cuadros resultantes recuerdan a los del informalista Pierre Soulages o a los ideogramas chinos.
Negro y blanco son también colores predominantes en la obra de Robert Motherwell. A veces realiza obras en forma de collage. Fue moderando el automatismo surrealista de su obra hasta situarse en un punto intermedio entre el gesto abstracto y la fragmentación figurativa, siendo su obra una síntesis de la action painting y la pintura de campos de color. Su serie más famosa es la Elegía a la República Española, comenzada en 1949 y formada por cerca de 150 cuadros; está inspirada por la guerra civil española, pero no por su significado político sino, sobre todo, como metáfora del erotismo y la muerte. Fue, además, un pensador que contribuyó a divulgar la obra de la primera generación de expresionistas abstractos. 
La action painting fue la tendencia que más influyó en la segunda generación del expresionismo abstracto y en muchos pintores contemporáneos europeos. Entre los artistas españoles, merecen destacarse especialmente Esteban Vicente y José Guerrero.

### Color-field painting
La color-field painting o «pintura de campos de color» es otra corriente dentro de la Escuela de Nueva York, anticipatoria de la pintura minimalista.
Irving Sandler, crítico e historiador del arte propuso llamar pintura color-field a esta última alternativa del expresionismo abstracto, centrada en el color y sus posibilidades expresivas.
Surgió igualmente en torno al año 1947. Crearon cuadros en los que dominaban amplias áreas de color, todas ellas de igual intensidad. No hay en sus obras contrastes de luz o de colores. El dibujo y el gesto se hicieron simples. En muchas obras se trabajaba con un solo color con diferentes tonalidades. Son cuadros cercanos al neoplasticismo pero, a diferencia de él, las áreas de color son abiertas, y parecen seguir más allá de los bordes del cuadro.
Dentro de esta tendencia se enmarca la obra de Clyfford Still (1901-1980), Mark Rothko (1903-1970), Barnett Newman (1905-1970) y Enrico Accatino (1920-2007).
Clyfford Still fue otro de los artistas que en los años treinta, trabajó en la WPA. Su estilo fue haciéndose progresivamente más abstracto. Su estilo de madurez está dominado por cuadros de fondo negro, al que consideraba su «no-color preferido». Y, sobre él, aparecían unas líneas verticales de contorno irregular, como si fueran una especie de llamas, de colores vivos: amarillo, naranja o blanco.
Con figuras biomorfas que pretendían expresar formas míticas comenzó la carrera artística de Rothko, a comienzos de los cuarenta. Pero hacia 1947 su estilo sufrió un cambio, centrándose en manchas de color de forma geométrica, normalmente dos o tres rectángulos horizontales. Se organizaban sobre la superficie del cuadro de forma frontal, unos sobre otros de forma simétrica. Los colores, especialmente los de los rectángulos, eran luminosos, siendo más apagados los del fondo. Rothko creaba superficies lisas. Los contornos son borrosos. La impresión que ofrecen los cuadros de Rothko es de serenidad, muy distinta de la angustia y violencia de los action painters.
La pintura de los campos de color culmina con la obra de Barnett Newman, cuya obra parte de una concepción más radical que lleva a que se le considere dentro de la sensibilidad post-pictórica y del minimalismo. Su estilo maduro está constituido por cuadros en los que predomina un único color, plano y uniforme, interrumpido únicamente por una o dos finas bandas verticales a las que el autor llama "zips". A diferencia de la obra de Rothko, en la suya los campos de color tienen unos contornos netos.
Ad Reinhardt (1913-1967) realizó pinturas con rectángulos, colocados en paralelo o en perpendicular; usó pocos colores: rojo, azul, negro. Está también considerado como precursor del minimalismo, o figura de transición hacia este movimiento. Influyó sobre todo como teórico, con escritos como sus «Doce reglas para una academia» (Arts News, 1957), atribuyéndosele la expresión «menos es más» que se convirtió en lema de los minimalistas.

### Pintura caligráfica
Una corriente minoritaria dentro del expresionismo abstracto está formada por aquellos pintores que hicieron del signo el protagonista de sus cuadros. Sería una modalidad intermedia entre la pintura gestual y la de los campos de color, en lo que podría llamarse «simbolismo abstracto». Mediante el signo, se dota al cuadro de una gestualidad, violencia y libertad cercanas a la action painting. Pero, al mismo tiempo, servía para ordenar el lienzo mediante zonas cromáticas claras y controladas, lo que remite a la idea de delicado cromatismo propio de la color-field painting.
Dentro de esta tendencia se enmarca a Adolph Gottlieb (1903-1964). El contenido de sus pinturas provenía del inconsciente, como pretensión inspirada por el surrealismo. Su obra de madurez se caracteriza por un fondo de color ocre en el que destaca una mancha esférica sobre la que hay otra de color amarillo intenso.

### Desarrollo posterior
El expresionismo abstracto se desarrolló en los Estados Unidos a lo largo de unos veinte años, aproximadamente. Después se divulgó por Europa, Japón y Sudamérica.
La llamada segunda generación expresionista viene formada por una serie de artistas, aproximadamente una treintena, que alcanzaron su madurez en la década de los cincuenta. La mayor parte de ellos sienten la influencia poderosa de Jackson Pollock. Su obra se divulgó por Europa en torno a 1964. Entre ellos puede citarse a:
- Norman Bluhm (1921-1999)
- James Brooks (1906-1992)
- Modesto Ciruelos (1908-2002)
- William Congdon (1912-1998)
- Helen Frankenthaler (n. 1928)
- José Guerrero (1914-1991), otro español nacionalizado estadounidense. Muy influido por la action painting.
- Philip Guston (1913-1980). Sigue la línea de la action painting.
- Morris Louis (1912-1962)
- Conrad Marca-Relli (1913-2000)
- Knox Martin (n. 1923)
- Joan Mitchell (1925-1992) es, sin duda alguna, la pintora más destacada de este grupo. Trabajó grandes formatos, realizando trípticos e incluso polípticos. Representó paisajes abstractos con un vivo cromatismo.
- Alfonso A. Ossorio (1916-1990)
- Kenneth Noland (n. 1924)
- Milton Resnick (1917-2004)
- Theodoros Stamos (1922-1997)
- Hedda Sterne (1910-2011)
- Bradley Walker Tomlin (1899-1955). Organiza sus cuadros en una cuadrícula con inscripciones blancas o negras.
- Jack Tworkov (1900-1982)
- Esteban Vicente (1904-2001), español nacionalizado estadounidense. Premio Nacional de arte en 1991.

Pollock también influyó en artistas no directamente pertenecientes a esta segunda generación de expresionistas, sino más bien abstractos: Sam Francis, Grace Hartigan, J.P. Riopelle, P. Soulages, O. Debré y Antonio Saura.
El movimiento expresionista abstracto influyó en otras tendencias pictóricas como el informalismo y el tachismo europeos. La action painting, en particular, fue muy influyente en el violento tachismo francés. 
Fue la tendencia principal de la pintura hasta los primeros años 1960 en que surgió el Pop Art y el arte minimal (hacia 1962-1963). No obstante, algunos pintores minimalistas se ven influidos por el expresionismo abstracto, especialmente por la tendencia color-field painting.

## Financiación por la CIA e implicaciones políticas
En 1995, antiguos funcionarios estadounidenses confirman los rumores que circulan desde hacía varios años, según los cuales, los artistas de este movimiento fueron financiados por la administración norteamericana a través de los servicios secretos de la CIA con el propósito de convertirlo en arma ideológica del bloque occidental en el contexto de la Guerra fría.
Esta estrategia cultural veía en el expresionismo abstracto una forma de afirmar la creatividad, la libertad intelectual y la influencia artística de los Estados Unidos haciendo ver, por contraste, el arte oficial de los países comunistas, el Realismo socialista como algo codificado, rígido y cerrado. Tom Braden, antiguo jefe del departamento de relaciones internacionales de la CIA y antiguo secretario ejecutivo del Museo de Arte Moderno de Nueva York (MoMA), declaró en una entrevista: «Pienso que se trataba del departamento más importante de la CIA y opino que tuvo un papel determinante durante la Guerra fría».
Esto no significa que el expresionismo abstracto fuese una creación pura y simple de la CIA ya que los artistas podían ignorar de donde provenían los fondos que los financiaban. El antiguo agente Donald Jameson indica que si los artistas tenían simpatías por el comunismo o por la URSS, esto favorecía la operación llevada a cabo por la CIA.
Esa voluntad por parte de los dirigentes estadounidenses de presentar la abstracción neoyorquina como la verdadera vanguardia artística y la nueva referencia cultural se concretizó a través de un amplio programa puesto en marcha con importantes medios financieros por la CIA. Nació así « un sistema inédito de consagración del arte » y de fabricación de valor financiero de obras en red, que implicaba museos, fundaciones, universidades, mecenas y diversas asociaciones. Galeristas como Leo Castelli y los vínculos que mantenía con la dirección del Museum of Modern Art fueron fundamentales en ese dispositivo. La historiadora británica Frances Stonor Saunders afirma que el expresionismo abstracto no hubiese sido reconocido y celebrado como lo fue sin la ayuda de la CIA.
Según Michael Kimmelman, crítico del New York Times, la tesis de la manipulación por la CIA es reduccionista. En un artículo titulado «Revisiting the Revisionists: The Modern, Its Critics and the Cold War», intenta demostrar que esa visión es errónea o fuera de su contexto. Según él, los artistas estadounidenses del expresionismo abstracto no fueron ni más ni menos defendidos que los artistas figurativos, los cineastas o los escritores de la misma época por los diferentes gobiernos. El libro de Christine Lindey, Art in the Cold War, que describe el arte soviético de la misma época, o Pollock and After de Francis Frascina, reiteran los argumentos de Michael Kimmelman, subrayando que el reconocimiento internacional de los artistas estadounidenses intervino en 1964 en la Bienal de Venecia con el Pop art y Robert Rauschenberg.
Reconocimiento que Serge Guilbaut presenta como la culminación de la política cultural llevada a cabo por Estados Unidos, el Pop art sustituyendo toda proposición estética con una adhesión a la sociedad de consumo y reduciendo el arte al design. La fusión entre el expresionismo abstracto y el Pop art desemboca en el nacimiento, a finales del siglo XX, del «arte contemporáneo», una producción enteramente sometida a las leyes del mercado y animada por «creadores» desprovistos de habilidades técnicas e independientes de toda tradición estética.